# René van der Linden
Pierre René Hubert Marie van der Linden, detto René (Eys, 14 dicembre 1943), è un politico olandese, componente della Tweede Kamer (dal 1977 al 1986 e dal 1988 al 1998) e della Eerste Kamer (1999 al 2015), presidente di quest'ultima dal 2009 al 2011 e presidente dell'Assemblea parlamentare del Consiglio d'Europa dal 1999 al 2008.

## Biografia

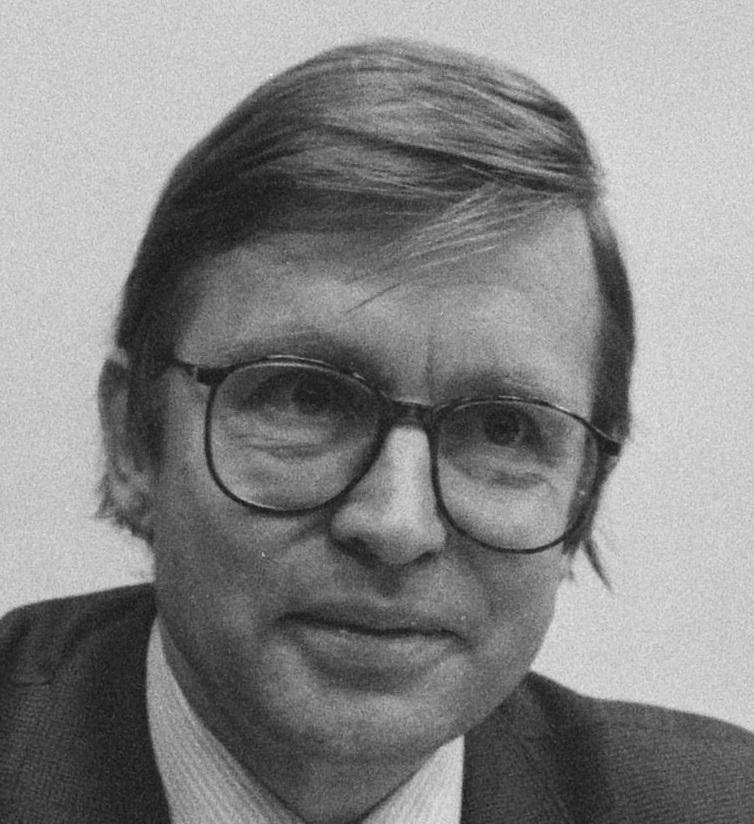
René van der Linden come Segretario di Stato per gli affari esteri nel 1987.

Economista di professione, nel 1970 si è laureato all'Università di Tilburg. Dal 1969 ha lavorato come insegnante di economia. Allo stesso tempo, è stato coinvolto in attività politiche come parte del Partito Popolare Cattolico, era presidente dell'organizzazione giovanile di questo gruppo. Insieme al KVP nel 1980, è stato co-fondatore dell'Appello Cristiano Democratico.
Negli anni 1971-1973 ha lavorato al Ministero dell'Agricoltura e della Pesca, poi fino al 1977 nel gabinetto politico del commissario europeo Pierre Lardinois. Negli anni 1977-1986 e 1988-1998 ha ricoperto il mandato del Membro della Seconda camera. Tra questi periodi fu segretario di stato per gli affari esteri responsabile della cooperazione europea nei governi di Ruud Lubbers dal 1986 al 1988.
Dal 1999 al 2015 si è seduto alla Prima camera. Rappresentava la camera superiore degli Stati generali nella Convenzione europea. È stato membro dell'Assemblea parlamentare del Consiglio d'Europa, in cui nel periodo 1999-2005 ha presieduto la fazione del Partito Popolare Europeo. Dal 2005 al 2008 è stato presidente dell'Assemblea parlamentare del Consiglio d'Europa. Negli anni 2009-2011 è stato presidente della Prima camera.